# Bartłomiej Dziekoński
Bartłomiej Dziekoński (ur. 1764 w Peńskie, zm. 1801 w Białymstoku) – nauczyciel rolnictwa i ogrodnictwa, doktor filozofii, autor pionierskich podręczników szkolnych.

## Dzieła
- Zasady O rolnictwie, rękodziełach i handlu poprzedzające projekta ekonomiczne stosowne do konstytucyi Kommissyi Cywilno-woyskowey w Supraślu 1790. Pożyteczne dla osób Kommissyjnych jako i dla innych właścicielów dóbr (Supraśl 1790)

- Przepisy rolnictwa i ogrodnictwa, Naynòwszemi przykładami, wzorami, i planami Ekonomiki, obiaśnione i potwierdzone. Zebrane i w szkołach Białostockich narodowych. Przez Bartłomieja Dziekońskiego nauczyciela M. F. H. N. rolnictwa i ogrodnictwa. D. F. i Nauk Wyzwolonych dawane, a dla większego użytku publiczności, z Dodatkiem służących Gospodyniom wiadomości (Supraśl 1796)[1]

- Rolnictwo i ogrodnictwo naynowszemi przykładami, wzorami i planami ekonomiki obiaśnione i potwierdzone : z dod. gospodyniom służących wiadomości (Kraków 1805)[2]